# Repovesi nationalpark

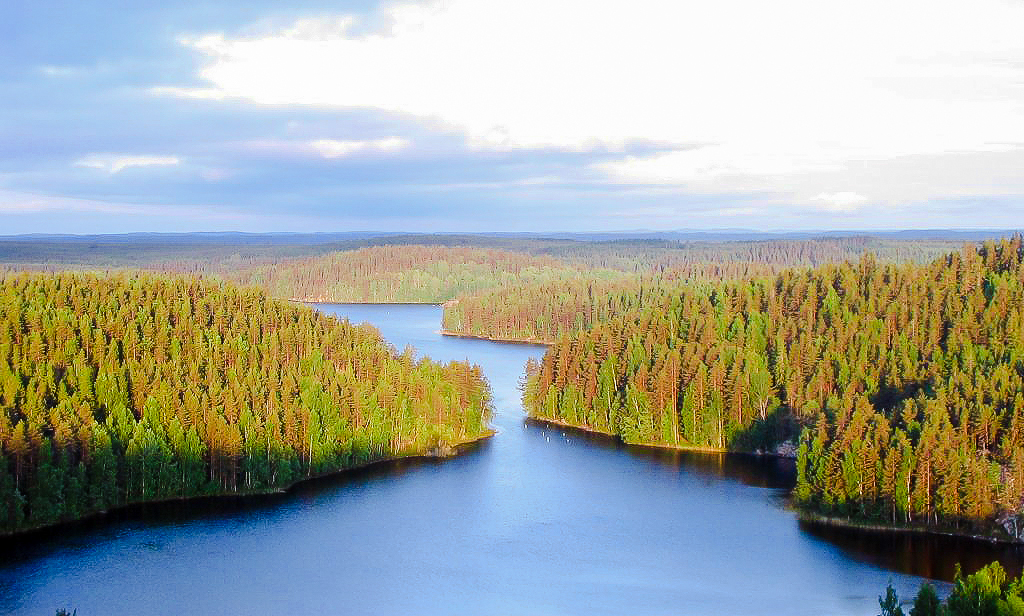
Repovesi nationalpark

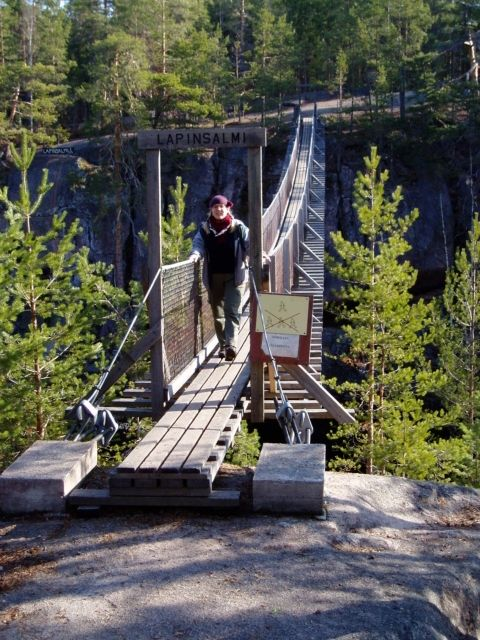
Gångbro över Lapinsalmi i Repovesi nationalpark

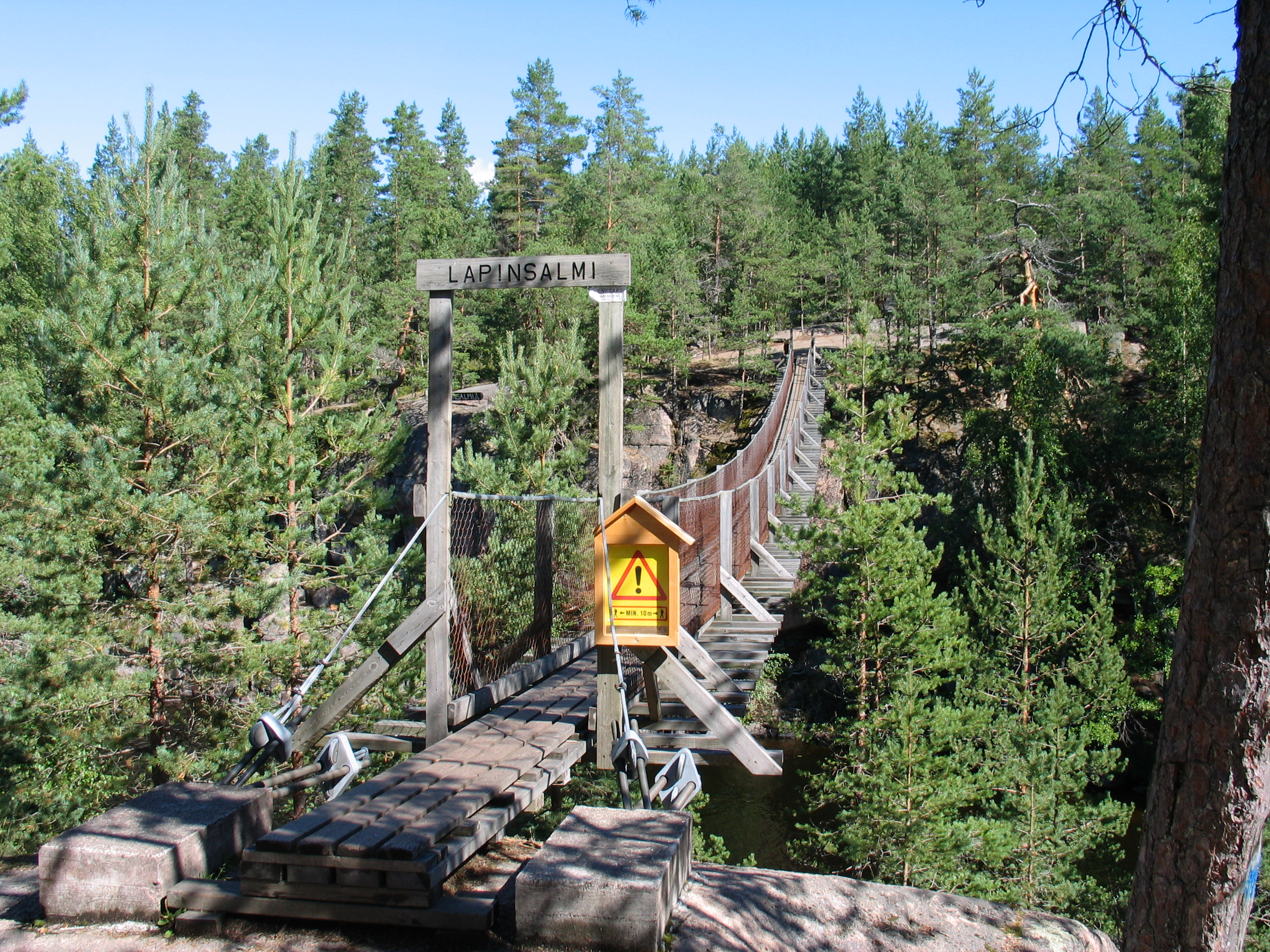
Hängbro över Lapinsalmi

Repovesi nationalpark i Kymmenedalen i sydöstra Finland grundades 1 januari 2003 till skydd för Sydöstra Finlands största sammanhängande obebyggda skogs-, myr- och sjöområde.
Intill Repovesi nationalpark ligger det av UPM-Kymmene Oyj ägda skogsskyddsområdet Arnikotka. Tillsammans omfattar båda skyddsområdena nästan 30 km² fredad natur.
Stora delar av nationalparken ligger inom militärt förbjudet område tillhörande Karelska Brigaden medan skogsskyddsområdet till större delen är öppet för besökare.
Repovesi nationalpark och Arnikotka skogsskyddsområde förvaltas av den finska skogsvårdsmyndigheten Forststyrelsen.

## Geografi
Repovesi sjösystem hör till västerut angränsande sjön Vuohijärvi och omfattar många mindre sjöar men domineras av Repovesi i norr och av sjöarna Tihvetjärvi i sydväst och Luujärvi i sydöst. Topografin som med stor tydlighet fått sin nutida form under istiden domineras av sjöar, skogar, våtmarker och bergformationer. Berggrunden, ca 1.900 miljoner år gammal, delas av två massiv, i norr Mellersta Finlands hårda granitmassiv och i söder Viborgbadoliten.

## Biotop
Trots att det bedrivits skogsbruk i området fram till 1968 och begränsad omfattning därefter, så har stora större delar av området lämnats helt orört och obebyggt. Genom anlagda och kontrollerade bränder restaureras tidigare skogsbruksområden till naturliga skogar. Brännandet av begränsade skogsområden får igång en naturlig och snabb utveckling av skogen och efterlämnar stora mängder död ved som många djur och växter är beroende av.

## Fågelliv
I Repovesi nationalpark finns ett av Finlands tätaste bestånd av smålom (Gavia stellata). I de gamla skogarnas skydd bor bl.a. lundsångare (Phylloscopus trochiloides), mindre flugsnappare (Ficedula parva), svartmes (Periparus ater eller Parus ater), spillkråka (Dryocopus martius) samt tretåig hackspett (Picoides tridactylus). Där finns sparvuggla (Glaucidium passerinum) som häckar i de tätare skogarna och berguv (Bubo bubo) som föredrar de många klippbranterna. En nykomling i Repovesi nationalpark är gråspett (Picus canus).

## Djurliv
Flygekorre (Pteromys volans) finns i ett livskraftigt bestånd främst i grandominerade blandskogsområden. Där hittar den skydd mot rovdjur som till exempel mårdhund (Nyctereutes procyonoides) och rovfåglar samt boplats i gamla hackspettshålor. Flygekorrens enda nordiska utbredning är just i södra Finland. Här finns även bäver, amerikansk bäver (Castor canadensis), som med sitt dammbyggande bidrar till biologisk mångfald.